# Mouvement Franche-Comté
Pour les articles homonymes, voir MFC.

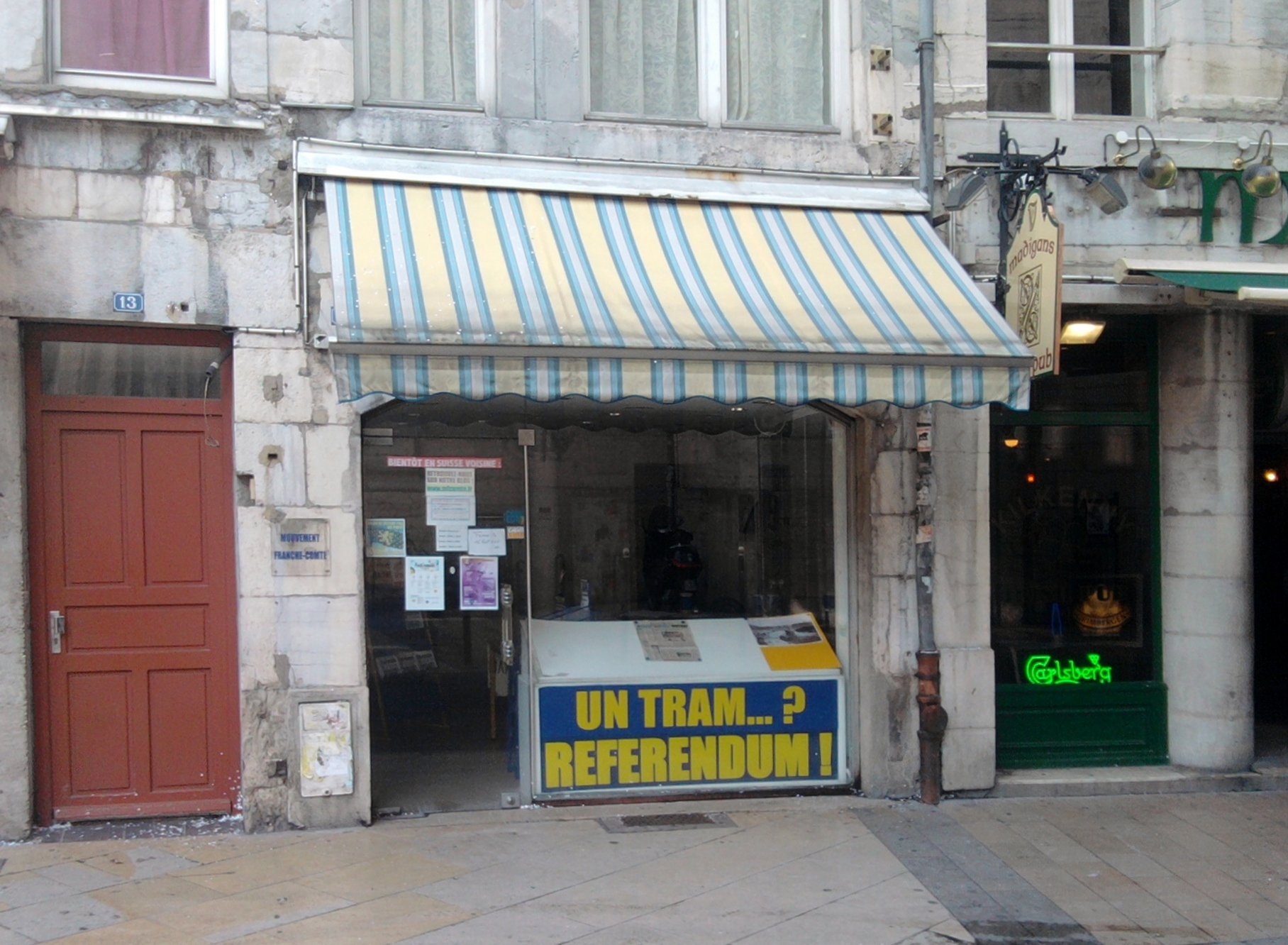
Siège du Mouvement Franche-Comté à Besançon.

Le Mouvement Franche-Comté (abrégé en MFC) (ou Émoinne Fraintche-Comtè en franc-comtois ou  Embryi Franche-Comtât en Francoprovençal) est un mouvement politique régionaliste autonomiste franc-comtois fondé en 2006.
Son siège se trouve à Besançon et affichent comme logo le drapeau de la Franche-Comté.

## Histoire
Le mouvement est fondé en 2006 par Jean-Philippe Allenbach, bisontin de naissance et fils d'un père suisse ainsi que d'une mère française, un ancien président du Parti fédéraliste français. Il tente notamment de se présenter aux élections présidentielles en 2002 puis en 2007, sans succès.
Pour les élections municipales de mars 2008 à Besançon, Jean-Philippe Allenbach est présent sur la liste de Jean Rosselot, candidat de l'Union pour un mouvement populaire. La même année le Mouvement Franche-Comté commande un sondage dont le but est de connaître l'avis suisse sur une union entre la région française et le pays voisin. La population de ce dernier déclare en majorité être en accord avec la proposition. Allenbach déclare deux ans plus tard que « tous les Francs-Comtois pourraient trouver leur compte en Suisse : bas salaires multipliés par deux, moins d'impôts, moins de grèves, plein de vélos, etc. ».
Lors de la réforme des régions mise en œuvre par le second gouvernement Valls, le MFC, opposé à la fusion entre la Bourgogne et la Franche-Comté, décide de s'associer avec la Fédération démocratique alsacienne (à laquelle appartient Unser Land) et le Parti Lorrain. Un recours a été déposé auprès du Conseil de l'Europe ainsi que devant le Conseil d'État, considérant que ce redécoupage serait contraire à la Charte européenne de l'autonomie locale. En outre, ce mouvement s'est quelque peu radicalisé avec cette réforme, dont il considère qu'elle menace l'intérêt de la Franche-Comté (en raison par exemple de la perte de son statut de capitale régionale par Besançon). De ce fait, son président Jean-Philippe Allenbach déclare vouloir être rattaché à la Suisse, pays voisin.
En 2015, Jean-Philippe Allenbach, président du Mouvement Franche-Comté, contacte Simonetta Sommaruga, présidente de la Confédération helvétique, pour lui demander s'il est possible de rattacher la Franche-Comté à la Suisse.
Lors du mouvement des Gilets jaunes, le Mouvement Franche-Comté affirme que la présence de drapeau drapeaux Franc-Comtois dans les manifestations serait dû au « ras-le-bol général à l'encontre de ce vieux système centraliste à la française qui ne marche plus, secrétant laminage du pouvoir d’achat, verrouillage de la démocratie et gaspillage de l’argent public ».
Le Mouvement Franche-Comté se présente aux élections municipales de 2020 à Besançon, avec Jean-Philippe Allenbach comme tête de liste. Son programme contient notamment un référendum régional de sécession avec la Bourgogne et la mise en place d'un référendum d'initiative citoyenne au niveau municipal. Au premier tour, la liste se positionne avant-dernière avec 548 voix, soit 2,18 % des suffrages. Il s'allie pour le 2e tour avec le candidat LR Ludovic Fagaut, comme Alexandra Cordier, candidate LREM dissidente.
En 2022, le MFC est co-commanditaire avec "Oui Franche-Comté", d'une étude de l’Institut Opinion Way, qui révèle que 60 % des Francs-Comtois souhaitent que la Franche-Comté se sépare de la Bourgogne. Pour les commanditaires, le résultat de ce sondage est la confirmation de  "toute la légitimité de leur combat pour que la Franche-Comté redevienne une région à part entière avec ses propres élus, son propre budget, sa propre capitale et son propre drapeau" .
En 2023, le mouvement lance une pétition une nouvelle pétition pour la séparation de la Bourgogne et de la Franche-Comté, soit huit ans, quasi jour pour jour, après la fusion des régions.

## Programme et orientations
Le mouvement propose de rattacher la région à la Suisse.

## Place dans le paysage politique
Le mouvement est une section locale du Mouvement Européen.